# Вињоло ди Лузињана (Маса-Карара)
Вињоло ди Лузињана је насеље у Италији у округу Маса-Карара, региону Тоскана.
Према процени из 2011. у насељу је живело 33 становника. Насеље се налази на надморској висини од 583 м.